# Separation (film, 2021)
Pour les articles homonymes, voir Séparation.
Pour plus de détails, voir Fiche technique et Distribution.
Separation est un film d'horreur américain réalisé par William Brent Bell et sorti en 2021.

## Synopsis
Illustrateur de bandes dessinées au chômage, Jeffrey est dévasté par la décision de sa femme avocate, Maggie, de mettre fin à leur mariage. Prête à tout pour divorcer, soutenue par son père fortuné, elle exige également la garde de leur petite fille solitaire et fantasque, Jenny, férue de marionnettes. Du jour au lendemain, Maggie perd la vie en se faisant renverser par une voiture. Endeuillé, Jeffrey doit confronter son beau-père méprisant qui s'acharne à vouloir lui retirer Jenny pour qu'elle vive sous son toit.
Cependant, dans leur maison, Jeffrey remarque que Jenny semble être victime de sa propre imagination fertile d'autant plus qu'elle lui proclame qu'elle voit des êtres invisibles, dont une silhouette masquée, qu'elle seule peut voir. Mais Jeffrey se retrouve frustré lorsqu’il comprend que sa fille n’est pas la seule à voir des choses surnaturelles, et se contraint à penser que sa femme revient sous une autre forme démoniaque…

## Fiche technique
Sauf indication contraire, les informations mentionnées dans cette section peuvent être confirmées par la base de données cinématographiques IMDb,  présente dans la section « Liens externes ».
- Titre original et français : Separation
- Réalisation : William Brent Bell
- Scénario : Nick Amadeus et Josh Braun
- Musique : Brett Detar (en)
- Direction artistique : Marissa Kotsilimbas et Eric Whitney
- Décors : Ola Maslik
- Costumes : Gina Ruiz
- Photographie : Karl Walter Lindenlaub
- Montage : Brian Berdan
- Production : Jordan Beckerman, William Brent Bell, Jesse Korman, Jordan Yale Levine, Clay Pecorin et Russ Posternak
- Sociétés de production :  RainMaker Films et Yale Productions
- Sociétés de distribution : Open Road Films et Briarcliff Entertainment
- Pays de production :  États-Unis
- Langue originale : anglais
- Format : couleur - 2,35:1
- Genre : horreur
- Durée : 107 minutes
- Dates de sortie :
  - États-Unis : 30 avril 2021
  - Québec : 13 juillet 2021[1] (DVD et Blu-ray)
  - France : 1er décembre 2021[2] (DVD et Blu-ray)

## Distribution
- Rupert Friend (VF : Taric Mehani) : Jeff Vahn
- Mamie Gummer : Maggie Vahn
- Madeline Brewer (VF : Sandra Valentin) : Samantha Nally
- Brian Cox : Paul Rivers
- Violet McGraw : Jenny Vahn
- Kayla Wesley : Jenny, jeune
- Simon Quarterman : Alan Ross
- Eric Troy Miller (VF : Guillaume Bourboulon) : Connor Gibbons
- Manny Perez : l'agent Pitt
- Lorrie Odom : l'agent Rossi
- Lilah Shreeve : Barista
- Chelsea Debo (VF : Antonella Colapietro) : Cori
- Ratnesh Dubey : l'ambulancier
- Trey Ellett : le père

## Production
En octobre 2018, on annonce que Rupert Friend est engagé dans le film, avec William Brent Bell en tant que réalisateur sous le scénario signé Nick Amadeus et Josh Braun. William Brent Bell, Jordan Yale Levine, Jordan Beckerman, Russ Posternak, Jesse Korman,  Clay Pecorin and Russell Geyser, will sont producteurs avec leurs sociétés Yale Productions et RainMaker Films banners. En novembre de la même année, Mamie Gummer, Madeline Brewer, Brian Cox et Violet McGraw ont été choisis.
Au début de 2020, le film est en dernière étape de la post-production.

## Sortie et accueil

### Date de sortie
En mars 2021, Open Road Films et Briarcliff Entertainment ont acquis les droits de distribution du film, et les ont établi pour une sortie précisant le 23 avril 2021. La date de sortie est repoussée au 30 avril 2021.

### Box-office
| Pays ou région | Box-office   | Date d'arrêt du box-office | Nombre de semaines |
| -------------- | ------------ | -------------------------- | ------------------ |
| États-Unis     | 4 509 143 $, | 30 avril 2021              | 5                  |

Le film gagne 1,8 million de dollars après la diffusion dans 1 751 salles américaines pour la première semaine, et se place au quatrième rang du box-office américain Il chute à 40 % dans la deuxième semaine avec 1,1 million de dollars, finissant au sixième rang.